# Škola sv. Augustina
Škola svatého Augustina (oficiální název: Mateřská škola, základní škola a gymnázium sv. Augustina) je mateřská, základní škola a gymnázium. Jako MŠ a ZŠ ji v roce 2010 založila Česká provincie Řádu sv. Augustina. Od 1. září 2019 byla výuka rozšířena o gymnázium, které užívá také označení GymA (ze slov gymnázium a Augustin). Sídlí v Hornokrčské ulici v Praze 4 – Krči. Podoba vyučování vychází z augustiniánské pedagogiky. Za výuku se platí nepovinný příspěvek.

## Části školy
Mateřská škola má tři třídy, rozdělené podle věku dětí. Třídy se nazývají Augustínek, Patricius a Sv. Monika, poslední dvě jména odkazují na rodiče sv. Augustina. Základní škola má po jedné třídě v každém ročníku. Třídy jsou pojmenované podle důležitých míst, spjatých se svatým Augustinem, jako je Tagaste, Madaura, Kartágo, Řím či Milán. Pro děti, které dokončily pátou třídu základní školy, otevřel provozovatel školy od 1. 9. 2019 osmileté gymnázium, ale v současnosti je gymnázium čtyřleté.
V objektu se rovněž nachází soukromá kaple kongregace školských sester spadající pod správu michelské farnosti.

## Výuka a vybavení

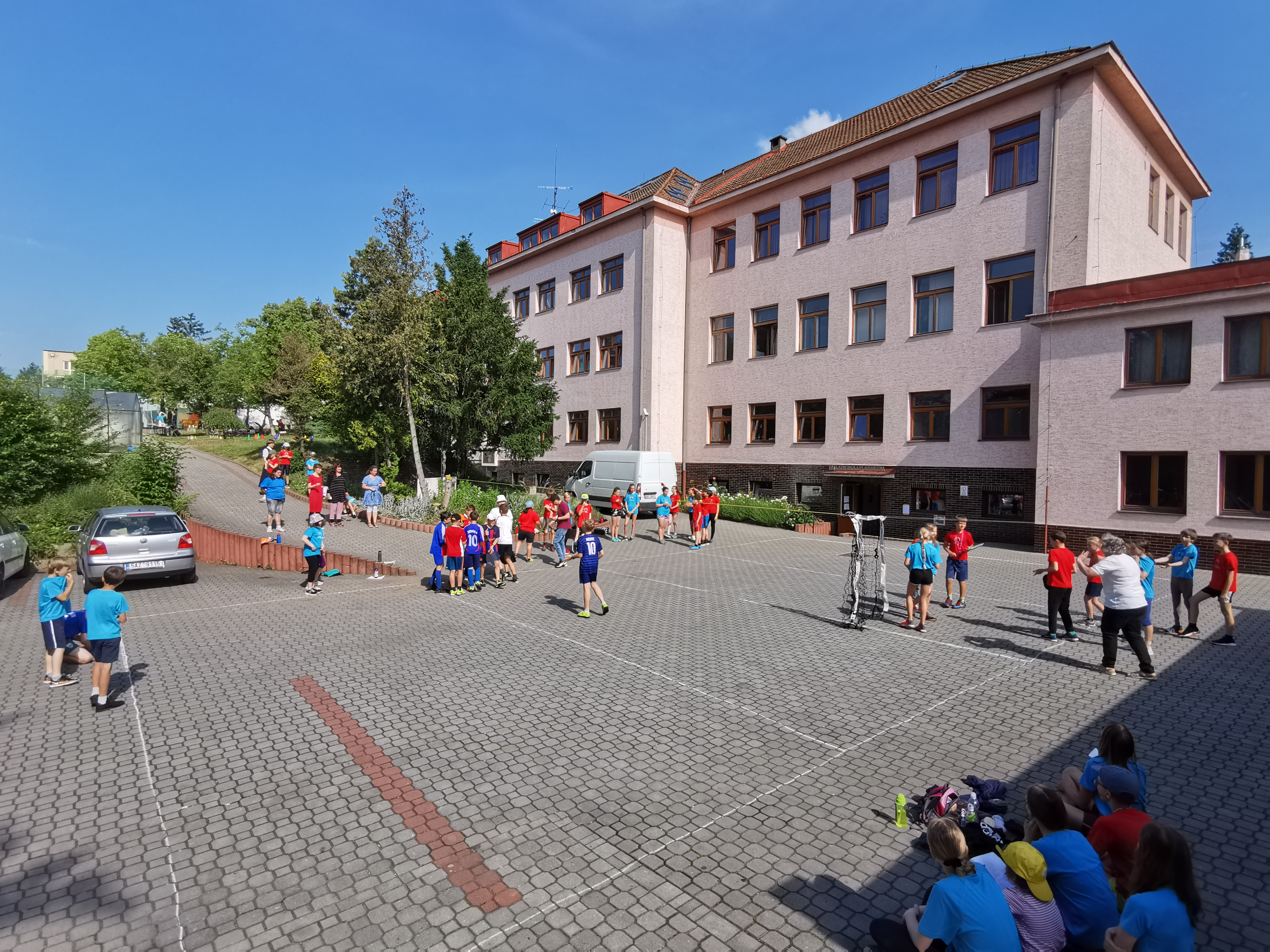
Budova školy s parkovištěm

Škola má dvě budovy, vlastní počítačovou učebnu, knihovnu, tělocvičnu, venkovní hřiště, kapli a jídelnu. Od první třídy ZŠ (Tagaste) se žáci učí dva jazyky, angličtinu a španělštinu. Kromě obvyklých předmětů ve škole probíhá výuka náboženství, předmětu Práce a finance a informační a mediální výchovy. Děti jezdí na lyžařské kurzy a účastní se mnoha dalších mimoškolních akcí.

## Kroužky a volný čas
Ve škole probíhaly bezplatné kurzy španělštiny pro rodiče. Existuoval tu školní pěvecký sbor, divadelní kroužek, nyní funguje školní orchestr a fotbalové družstvo a horolezecký kroužek, kdežto florbalový tým a kroužek stepu už nefungují. Při škole také působí skautský oddíl.

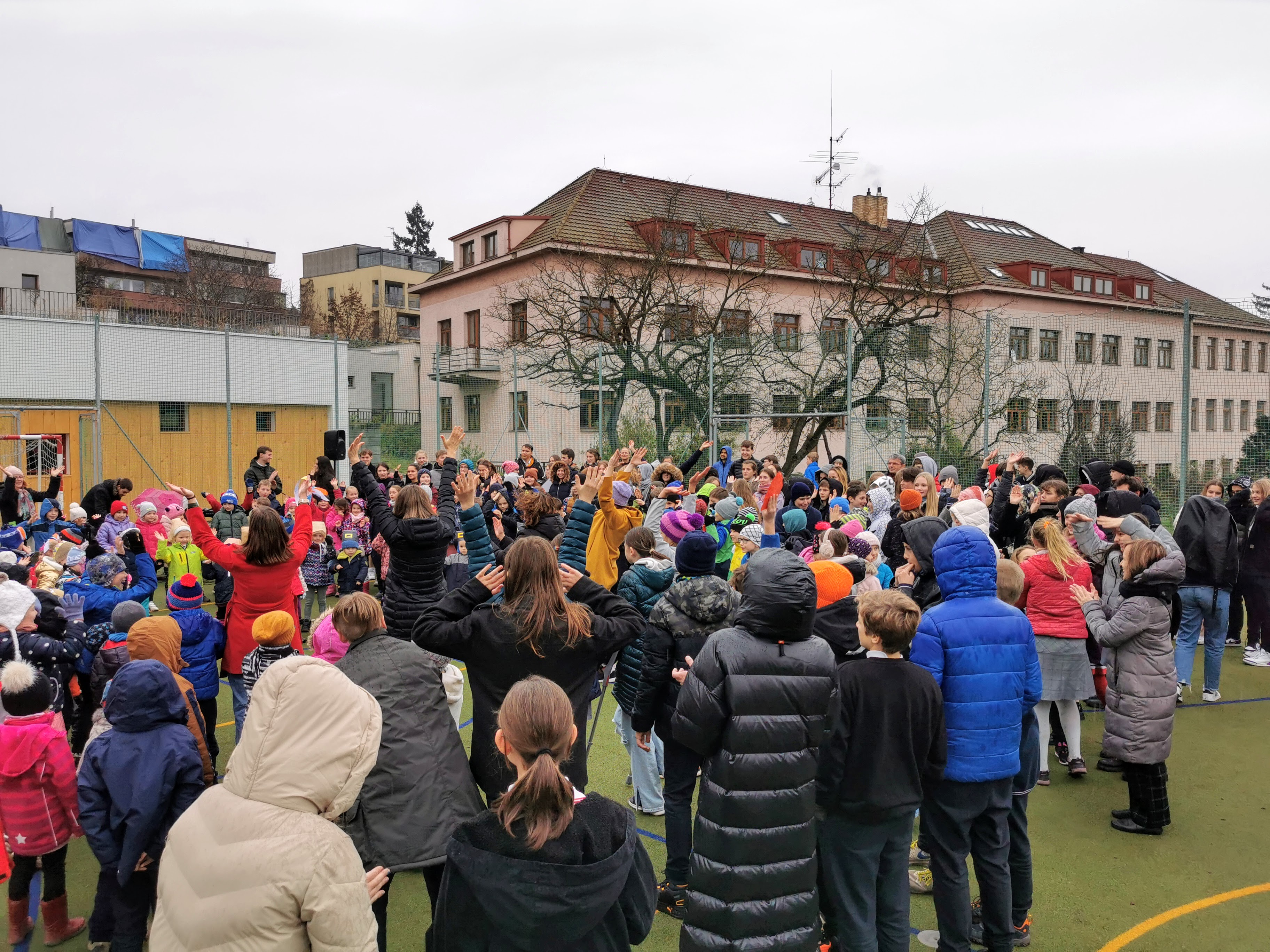
Budova školy s hřištěm (během oslav thanksgiving 2022)

Každý rok škola pořádá Svatováclavský běh a Svatováclavskou pouť, Drakiádu, společnou výrobu adventních věnců, vánoční besídku, školní ples, maškarní rej, pečení misijních koláčků, Den tatínků a Den maminek, školní pouť do kláštera ve Svaté Dobrotivé, slavnost Fiestas a tábory školy a školky. Několikrát ročně se koná školní bazar.
Děti od třetí třídy výš jezdí v létě na pravidelné čtrnáctidenní setkání žáků evropských augustiniánských škol do španělského města Palencia a organizují se výměnné pobyty pro žáky i pedagogy ve spolupráci se zahraničními augustiniánskými školami (Málaga, Alicante, Carlisle aj.)

## Spolupráce s dalšími institucemi
Na jaře 2015 se Škola sv. Augustina stala fakultní školou Pedagogické fakulty Univerzity Karlovy. Dále spolupracuje s Nadačním fondem Adeodatus, který pomáhá spolufinancovat její provoz, a také se Základní školou Ružinovská pro děti se zdravotním postižením

## Augustiniánská pedagogika
Augustiniánský řád provozuje po světě 270 škol a 10 univerzit. Pedagogika sv. Augustina má být harmonickou syntézou mezi myšlenkou a praxí, ideálem a skutečností. Hlavním úkolem vychovatele je v ní podporovat originalitu a kreativitu každého žáka, pomoci nacházet mu jeho vlastní, hlubší identitu.